# Krukira
Krikura är en ort på mosquitokusten i Nicaragua med 500 familjer och 2 700 invånare (2005). Den ligger i den nordöstra delen av landet i kommunen Puerto Cabezas i Región Autónoma de la Costa Caribe Norte. År 2007 Orten drabbades orten hårt av Orkanen Felix.

## Geografi
Krikura ligger vid Krikuralagunen ett par kilometer från Karibiska havet, vid södra änden av Paharalagunens naturreservat.

## Historia
Kirkura grundades 1845. Orten drabbades mycket hårt av Orkanen Felix vars nålsöga nådde land vid Kirkua den 4 september 2007 som en kategori-fem orkan. Ortens hus förstördes av blåsten och nedfallande träd.

## Demografi
Majoriteten av invånarna är Miskitoindianer.

## Religion
Krukira har en Moravisk kyrka.

## Transporter
Krukira har en 20 meter lång brygga vid lagunstranden, varifrån havet lätt nås med båt via lagunen utlopp mellan fina sandstränder. En 25 kilometer lång grusväg förbinder orten med kommunens centralort Bilwi.

## Bilder
|  |  |